# 사쿠라번
사쿠라 번(일본어: 佐倉藩 사쿠라한[*])은 일본 에도 시대 시모사국 인바군 내에 있던 번으로, 지금의 지바현 사쿠라시에 있었다. 에도 시대 이후로 에도의 동쪽을 수호하는 요충지였기 때문에, 신판 다이묘・후다이 다이묘들이 들어왔던 중요한 번이었다. 특히, 에도 시대 전반기에는 로주・다이로에 취임한 막부 수뇌부의 중심 인물들이 들어왔었고, 그들의 파면・치사(致仕)・실각 등으로 인해 번주의 교체가 가장 격심했던 번이었다. 번청은 사쿠라 성이다.

## 역대 번주
다케다가
1. 다케다 노부요시(武田信吉) 재위 1593년 ~ 1602년

나가사와 마쓰다이라가
1. 마쓰다이라 다다테루(松平忠輝) 재위 1602년 ~ 1603년

오가사와라가
1. 오가사와라 요시쓰구(小笠原吉次) 재위 1606년 ~ 1608년

도이가
1. 도이 도시카쓰(土井利勝) 재위 1610년 ~ 1633년

이시카와가
1. 이시카와 다다후사(石川忠総) 재위 1633년 ~ 1634년

가타노하라 마쓰다이라가
1. 마쓰다이라 이에노부(松平家信) 재위 1635년 ~ 1638년
2. 마쓰다이라 야스노부(松平康信) 재위 1638년 ~ 1640년

홋타가(종가)
1. 홋타 마사모리(堀田正盛) 재위 1642년 ~ 1651년
2. 홋타 마사노부(堀田正信) 재위 1651년 ~ 1660년

오규 마쓰다이라가
1. 마쓰다이라 노리히사(松平乗久) 재위 1661년 ~ 1678년

오쿠보가
1. 오쿠보 다다토모(大久保忠朝) 재위 1678년 ~ 1686년

도다가
1. 도다 다다마사(戸田忠昌) 재위 1686년 ~ 1699년
2. 도다 다다자네(戸田忠真) 재위 1699년 ~ 1701년

이나바가
1. 이나바 마사미치(稲葉正往) 재위 1701년 ~ 1707년
2. 이나바 마사토모(稲葉正知) 재위 1707년 ~ 1723년

오규 마쓰다이라가(재봉)
1. 마쓰다이라 노리사토(松平乗邑) 재위 1723년 ~ 1745년
2. 마쓰다이라 노리스케(松平乗祐) 재위 1745년 ~ 1746년

홋타가(다이로 마사토시계)
1. 홋타 마사스케(堀田正亮) 재위 1746년 ~ 1761년
2. 홋타 마사나리(堀田正順) 재위 1761년 ~ 1805년
3. 홋타 마사토키(堀田正時) 재위 1805년 ~ 1811년
4. 홋타 마사치카(堀田正愛) 재위 1811년 ~ 1824년
5. 홋타 마사요시(堀田正睦) 재위 1825년 ~ 1859년
6. 홋타 마사토모(堀田正倫) 재위 1859년 ~ 1871년

## 지번
- 사노번